# Lisa Gunnarsson
Lisa Gunnarsson, född 20 augusti 1999, är en svensk stavhoppare från Bromma som tävlar för Hässelby SK i Stockholm. Gunnarsson innehar ungdomsvärldsrekordet (under 18 år) i stavhopp för damer, på 4,50 m, ett inofficiellt världsrekord som hon först satte vid en tävling i franska Pézenas den 28 maj 2016 och sedan tangerade vid de franska mästerskapen i Angers den 25 juni samma år.

## Biografi
Lisa Gunnarsson är född i Sverige, men hennes faders arbete innebar att familjen under hennes barndom bodde mycket utomlands, först i Argentina och Luxemburg och från 2011 i Frankrike. Sedan 2018 bor hon i USA. Gunnarsson började sin idrottsbana inom gymnastik och tillhörde svenska juniorlandslaget i gymnastik innan hon i 12-årsåldern flyttade med familjen till Paris i Frankrike och bytte till friidrott. Hon började med friidrott 2012 och satsade från 2013 på stavhopp. Hon studerade i Frankrike först på ett idrottsgymnasium i Nantes och tränade sedan med den franska klubben Stade Français och för Gerald Baudouin på INSEP i Paris. 2018 flyttade hon till USA för att träna för Greg Duplantis. Hon har i USA tränat tillsammans med Armand Duplantis. I USA studerade hon först ett år på Virginia Tech och därefter maskinteknik 2019-2022 på Louisiana State University, vars idrottsförening (LSU Tigers/Lady Tigers) hon också representerat i tävlingar i USA.

### Karriär
2015 deltog Gunnarsson i de svenska inomhusmästerskapen för första gången och slutade femma där på 4,00 m och i svenska mästerskapen i friidrott utomhus där hon tog brons på 4,11 m. Samma år deltog hon också i junior-EM i Eskilstuna, där hon slutade femma på 4,10 m, och EYOF i Tbilisi i Georgien, där hon tog silver på 4,15 m.
I februari 2016 satte hon nytt ungdomsvärldsrekord i stavhopp när hon klarade 4,49 m vid Globen-galan i Stockholm. Hon slog sitt eget rekord i maj samma år då hon klarade 4,50 m vid en tävling i Pézenas i Frankrike, en höjd hon även klarade vid de franska mästerskapen i Angers i juni samma år, där hon tog guld. Vid utomhus-SM samma år tog hon brons. 
Vid EM i Amsterdam i juli 2016 blev Gunnarsson utslagen i kvalet efter att ha klarat 4,00 m. Lite senare samma sommar kom hon med 4,10 m på sjunde plats i junior-VM i Bydgoszcz i Polen. Under 2017 tog hon brons vid inomhus-SM och kom på sjätte plats i inomhus-EM i Belgrad i Serbien med 4,55 m. Vid junior-EM i Grosseto i Italien samma år hoppade hon 4,40 m och tog guld. Hon deltog under året även i VM i London men slogs ut i kvalet efter att ha klarat 4,35 m.
År 2018 tog hon silver med 4,35 m vid junior-VM i Tammerfors i Finland. Detta kvalificerade henne till EM i Berlin där hon dock slogs ut i första omgången efter 4,35 m, resulterande i en delad trettonde plats.
På grund av en fotskada var hon tvungen att ställa in säsongen 2019.
Under 2020 gjorde hon comeback och 2021 vann hon bronsmedaljen vid U23-EM i Tallinn med 4,40 m. Hon blev i mars 2021 NCAA-mästare i stavhopp inomhus med 4,56 m. och i juni samma år även NCAA-mästare utomhus med 4,40 m. I juni 2022 deltog hon i och vann Täby Stavhoppsgala.
Gunnarsson ingick i den svenska truppen i friidrotts-VM 2022 i Eugene, USA, men rev på 4,50 och nådde inte finalen.

## Personliga rekord
| Utomhus - Stavhopp – 4,65 (Austin, Texas USA 26 mars 2022) - Längdhopp – 5,50 (Huddinge 16 augusti 2018) - Tresteg – 11,75 (Huddinge 20 augusti 2016) | Inomhus - Stavhopp – 4,56 (Fayetteville, Arkansas, USA 12 mars 2021) - Längdhopp – 5,27 (Växjö 8 mars 2014) - Femkamp U18 – 3 111 (Nantes, Frankrike 3 mars 2015) |